# Maree White
Maree White, coniugata Keogh (Darlinghurst, 7 giugno 1960), è un'ex cestista australiana.
È la moglie di Damian Keogh.

## Carriera
Con l'Australia ha disputato i Campionati mondiali del 1986 e i Giochi olimpici di Seul 1988.